# Portable.NET
Являясь частью проекта DotGNU, Portable.NET является свободным и открытым программным обеспечением, основной задачей которого является предоставление переносимого набора инструментов и системы исполнения для Common Language Infrastructure-приложений. Проект фокусируется на совместимости со стандартами ECMA-334 и ECMA-335, а также на поддержке библиотек базовых классов .NET, XML и Windows Forms. По состоянию на июнь 2009 года последним релизом Portable.NET является 0.8.0. Проект поддерживает несколько различных процессорных микроархитектур и операционных систем.
Первоначально проект был инициирован Норбертом Боллоу и Ризом Уизерли, на тот момент являвшимся директором Southern Storm Software, Pty Ltd. После того как Риз Уизерли и множество добровольцев завершили разработку Portable.NET, Клаус Трейкель, Кирилл Кононенко, Радек Полак, Алексей Демаков продолжили разработку и развитие JIT-компилятора Portable.NET и JIT-библиотеки LibJIT.

## Дополнительные источники
- Домашняя страница Portable.NET
- labdotnet Southern Storm Software
- SourceLabs SWiK на DotGNU